# Sommatino
Sommatino település Olaszországban, Szicília régióban, Caltanissetta megyében. Lakosainak száma 6397 fő (2023. január 1.). Sommatino Caltanissetta, Mazzarino, Naro, Ravanusa, Riesi és Delia községekkel határos.

## Népesség
A település lakossága az elmúlt években az alábbi módon változott:
| Lakosok száma | 7561 | 6877 | 6397 |
|               | 2004 | 2018 | 2023 |